# Данієла Кочу
Данієла Кочу (рум. Daniela Cociu; нар. 4 травня 2000) — молдовська спортсменка, веслувальниця-каноїстка.
Пройшла кваліфікацію на літніх Олімпійських іграх 2020 року, на С-1200 метрів та С-2500 метрів.
Брала участь у чемпіонаті світу з каное-спринту 2017 року.